# Silopi

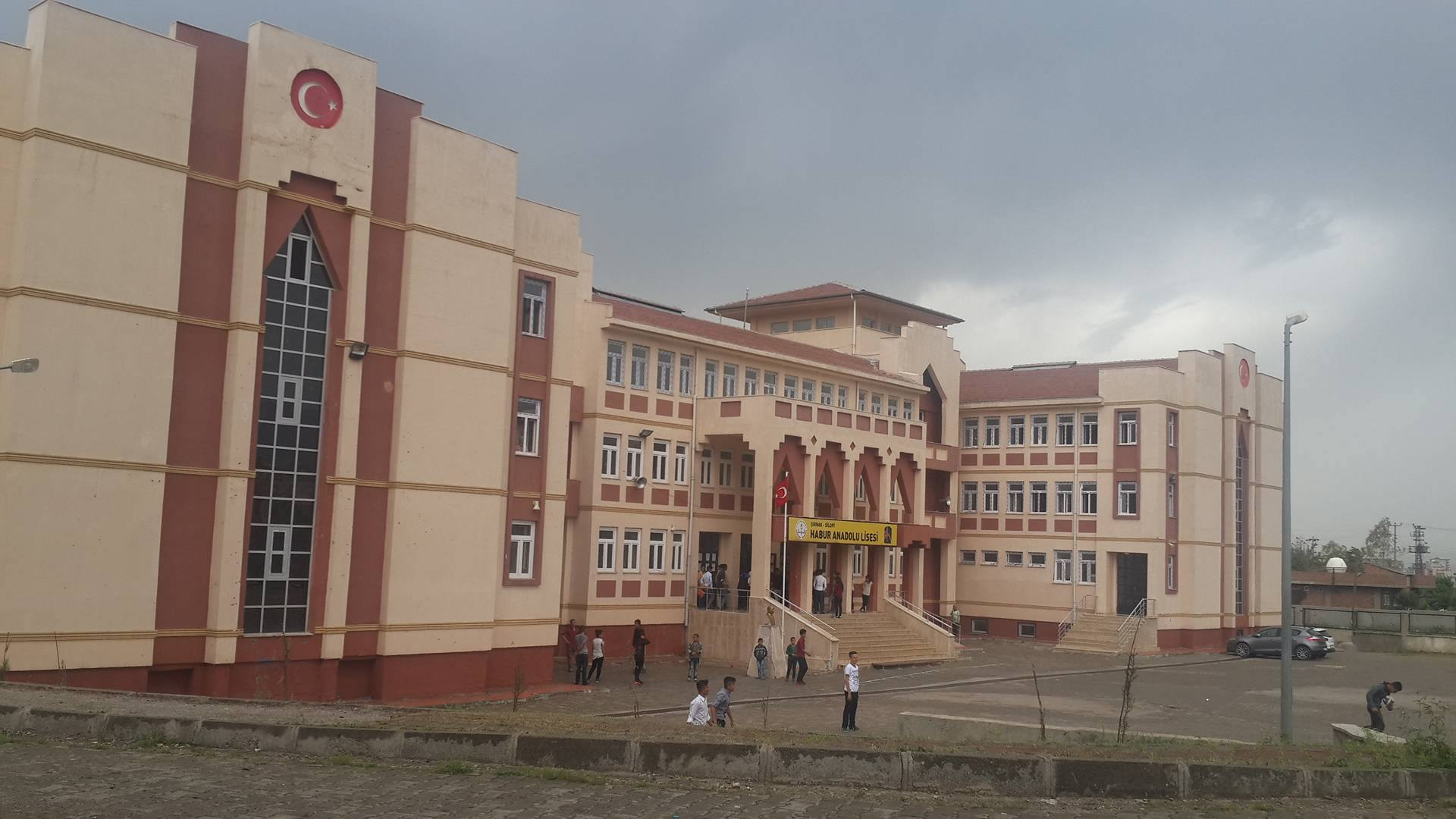
Oberschule „Habur Anadolu Lisesi“ in Silopi

Silopi ist eine Stadt im gleichnamigen Landkreis der türkischen Provinz Şırnak in Südostanatolien.

## Stadt
Die zweitgrößte Stadt der Provinz liegt etwa 30 Kilometer Luftlinie (66 Straßenkilometer) südlich der Provinzhauptstadt Şırnak in der Mitte des dazugehörigen Landkreises. Die im Stadtlogo manifestierte Jahreszahl „1960“ dürfte ein Hinweis auf das Jahr der Erhebung zur Stadtgemeinde (Belediye) sein. Die Kreisstadt wird in elf Stadtviertel (Mahalle) mit durchschnittlich 10.196 Bewohnern eingeteilt und beherbergt fast 75 Prozent der Landkreisbevölkerung.
50 Kilometer südöstlich der Stadt befindet sich der Grenzübergang Ibrahim Khalil zum Irak. Der Handel mit Erdöl und Waren der Autonomen Region Kurdistan läuft über diesen Grenzübergang.

## Landkreis
Der Kreis Silopi liegt im Süden der Provinz und grenzt im Südwesten an Syrien (20 km) und im Süd(ost)en an den Irak (51 km). Interne Grenzen bilden die Kreise Cizre im Nordwesten, der zentrale Landkreis (Merkez İlçe) im Norden und den Kreis Uludere im Nordosten.
Der Landkreis entstand 1960 durch Abspaltung des Nahiye Silopi (Silopi Nahiyesi, 33 Dörfer) vom Landkreis (Kaza) Cizre der Provinz (Vilâyet) Mardin. Die letzte Volkszählung vor der Kreisbildung (1955) brachte für die Nahiye eine Einwohnerzahl von 11.803. Die folgende Volkszählung (1960) erbrachte für den nun eigenständigen Kreis 12.304 Einwohner, davon 957 in der Kreisstadt. 1990 wechselte der Kreis in die neugebildete Provinz Şırnak.
Der Großteil der Bevölkerung sind Kurden.
Die Pipeline Kirkuk-Ceyhan läuft durch den Kreis Silopi.

### Volkszählungsergebnisse
Nachfolgende Tabelle gibt die bei den Volkszählungen seit Bildung des Kreises Silopi dokumentierten Einwohnerstände wieder.
Die obere Wertezeile ist dem E-Book (des Originaldokuments) entnommen, die darunter liegenden Werte entstammen der Datenabfrage des Türkischen Statistikinstituts TÜIK – abrufbar über deren Webseite.

| Jahr | Gesamt  | Kreisstadt | anteilig (%) | ländlich |
| ---- | ------- | ---------- | ------------ | -------- |
| 1960 | 13.351  | 957        | 7,17         | 12.394   |
| 1965 | 18.410  | 2.645      | 14,37        | 15.765   |
| 1970 | 20.758  | 2.923      | 14,08        | 17.835   |
| 1975 | 27.110  | 4.460      | 16,45        | 22.650   |
| 1980 | 28.639  | 6.811      | 23,78        | 21.828   |
| 1985 | 37.437  | 13.071     | 34,91        | 24.366   |
| 1990 | 46.946  | 23.430     | 49,91        | 23.516   |
| 2000 | 75.192  | 51.199     | 68,09        | 23.993   |
| 2010 | 104.094 | 76.323     | 73,32        | 27.771   |
| 2020 | 138.814 | 101.207    | 72,91        | 37.607   |

### Aktueller Bevölkerungsstand 2020
Ende 2020 besteht der Landkreis Silopi neben der Kreisstadt (101.207 Einw.) noch aus drei weitere Gemeinden (Belediye): Başverimli (6.896), Görümlü (4.986) und Çalışkan (4.744 Einw.) Es bestehen weiterhin noch 23 Dörfer (Köy, Mehrzahl Köyler), die durchschnittlich von 807 Menschen bewohnt werden. Das Dorf Başak ist mit zwei Einwohnern das kleinste der Provinz. 13 Dörfer haben mehr Einwohner als der Durchschnitt, wobei Çiftlikköy (3.085), Bostancı (2.508), 	Çardaklı (1.858), Kavallı (1.661), Buğdaylı (1.625) und Doruklu (1.289 Einw.) die größten Dörfer sind. Die neuen Dörfer Akyıldız, Yolağzı und Aksu erhöhten die Anzahl der Dörfer 2019 um drei auf 26.

## Geschichte
Das Gebiet stand eine Zeit lang unter der Herrschaft der Fürsten von Botan. Einer der Regenten war Süleyman (kurdische Abkürzung Silo), der das heutige Silopi verwaltete. Die Ebene, in der der Ort lag, wurde daher Silopi (Silos Ebene) genannt.
1990 wurde die Provinz Şırnak aus einigen Kreisen der Provinzen Siirt und Hakkari durch das Gesetz Nr. 3647 gebildet.
1991 wurden in Silopi Tausende von kurdischen Flüchtlingen aus Irak, die vor den Truppen von Saddam Hussein geflüchtet sind, aufgenommen und versorgt.
Im Dezember 2015 kam es in und um Silopi zu Kämpfen zwischen der türkischen Armee und Einheiten der PKK. Am 14. Dezember wurde für Silopi eine 24-Stunden Ausgangssperre verhängt. Am 19. Januar 2016 wurde die Ausgangssperre tagsüber von 5:00 bis 18:00 ausgesetzt. Am 5. April 2018 galt die Ausgangssperre noch von 21:30 bis 4:30.

## Klima
Am 25. Juli 2025 wurde an der Wetterstation in Silopi mit 50,5 °C ein neuer Temperaturrekord für die Türkei gemessen und damit der alte Rekord des 15. August 2023, als es in Sarıcakaya in der Provinz Eskişehir 49,5 °C waren, deutlich übertroffen. Es ist auch das erste Mal, dass in der Türkei eine Temperatur von über 50 °C gemessen wurde.

## Politik
Bei den Kommunalwahlen 2014 wurde Emine Esmer von der Barış ve Demokrasi Partisi erneut zur Bürgermeisterin gewählt. Ahmet Toloğ fungierte als Co-Bürgermeister. Am 4. März 2016 wurde Esmer verhaftet. Es wurde ein Zwangsverwalter für Silopi eingesetzt. Am 3. September 2016 wurde Ahmet Toloğ verhaftet. Am 20. Februar wurde Toloğ wieder freigelassen.